# Якубовський Ігор Кузьмич
Ігор Кузьмич Якубовський (лит. Igoris Jakubovskis, рос. Игорь Кузьмич Якубовский; 29 січня 1960, Вільнюс, Литовська РСР, СРСР) — радянський і український футболіст, півзахисник. Майстер спорту СРСР (1983).
Якубовський виконував на полі роль диспетчера, вирізнявся хорошою технікою, непоступливістю, вмів завершувати атаки результативними ударами.

### Досягнення:
- Володар Кубка СРСР (1): 1988